# Ludwig von Baumbach-Lenderscheid
Ludwig Wilhelm Albrecht von Baumbach-Lenderscheid (* 11. März 1779 in Lenderscheid; † 29. März 1861 in Homberg (Efze)) war ein deutscher Gutsbesitzer, Offizier in der Hessen-kasselschen Armee und Mitglied der kurhessischen Ständeversammlung.

## Leben

### Herkunft und Familie
Ludwig von Baumbach kam aus dem Haus Lenderscheid der zur Althessischen Ritterschaft zählenden Adelsfamilie von Baumbach, die bereits 1246 erstmals urkundlich erscheint und aus der zahlreiche Persönlichkeiten der hessischen Geschichte hervorgegangen sind. Die Lenderscheids kamen 1793 in den Besitz von Obermöllrich und 1854 wurde das Fideikommiss über das Vermögen erweitert.
Er war ein Sohn des kurhessischen Hauptmanns Franz Ludwig Eberhard von Baumbach (1753–1817) und dessen Ehefrau Wilhelmine Eleonore von Gilsa († 1784, Erbin von Siebertshausen). Sein Bruder Friedrich Ludwig (1777–1851) war kurhessischer Generalleutnant.
Im Februar 1811 schloss Ludwig mit Luise von Lorentz (1789–1866, verw. Gräfin d’Aigremont) die Ehe, aus der die Kinder Mathilde Friederike (* 1830) und Friedrich Karl Wilhelm (1833–1874) hervorgegangen sind.

### Wirken
Ludwig verwaltete das Fideikommiss-Vermögen und war Oberstleutnant in der Hessen-kasselschen Armee.
1852 erhielt er ein Mandat für die Erste Kammer der kurhessischen Ständeversammlung. Gewählt wurde er aus der Ritterschaft des Schwalmstroms und blieb bis 1854 in dem Parlament.